# Turiisk (huyện)
Huyện Turiisk (tiếng Ukraina: Турійський район, chuyển tự: Turiisks’kyi raion) là một huyện của tỉnh Volyn thuộc Ukraina. Huyện Turiisk có diện tích 1205 kilômét vuông, dân số theo điều tra dân số ngày 5 tháng 12 năm 2001 là 29066 người với mật độ 24 người/km2. Trung tâm huyện nằm ở Turiisk.